# Benz 50PS
La Benz 50PS era un'autovettura di gran lusso prodotta dal 1906 al 1910 dalla Casa automobilistica tedesca Benz & Cie.

## Storia e caratteristiche
La 50PS venne introdotta principalmente per contrastare il successo delle Mercedes di lusso, in particolare del modello 55PS. Si trattava di un'auto di gran lusso che assieme ai modelli 60PS e 70PS avrebbe rappresentato il top della gamma Benz durante la seconda metà degli anni '900.
La 50PS nasceva su un telaio in lamiera d'acciaio stampata. Tale telaio, molto robusto, ospitava le sedi delle sospensioni ad assale rigido con balestre semiellittiche. L'impianto frenante era a ceppi ed agiva sull'albero di trasmissione. Quest'ultima poteva essere a catena oppure ad albero cardanico: dipendeva dalla scelta del cliente. Il cambio era a 4 marce con frizione a cono dotata di guarnizioni d'attrito in cuoio.
Il motore era un 4 cilindri in linea di tipo biblocco, da 7430 cm³ (130x140 mm). Tale motore era alimentato ovviamente a carburatore, in questo caso del tipo a getto, e montava uno schema di distribuzione a valvole laterali disposte a T, con due alberi a camme, uno per lato.
La potenza massima erogata era di 50 CV a 1400 giri/min, quanto bastava per assicurare alla vettura una velocità massima di 90 km/h.
La 50PS fu utilizzata nel 1907 in campo agonistico. Tale vettura, denominata 50PS Sport, montava un motore con cilindrata maggiorata a 8016 cm³.
Nel 1909 la 50PS di serie mutò denominazione in 28/50PS, ma le prestazioni rimasero immutate e così anche le caratteristiche tecniche.
La 50PS fu tolta di produzione nel 1910: le sue eredi furono gli ultimi modelli della gamma 60PS, vale a dire la 29/60 PS, e le ultime Prinz-Heinrich-Wagen. Queste ultime avrebbero raccolto anche l'eredità sportiva delle 50PS, in quanto anch'esse largamente utilizzate in campo agonistico.